# 斯洛博丹·日沃伊诺维奇
斯洛博丹·日沃伊诺维奇（1963年7月23日—），塞尔维亚前男子网球运动员。他曾获得美国网球公开赛男子双打冠军。他也曾参加1988年夏季奥林匹克运动会。